# Emblemariopsis
Emblemariopsis é um gênero de peixes da família Chaenopsidae.

## Espécies
- Emblemariopsis arawak (Victor, 2010)[1]
- Emblemariopsis bahamensis (Stephens, 1961)
- Emblemariopsis bottomei (Stephens, 1961)
- Emblemariopsis carib (Victor, 2010)[1]
- Emblemariopsis dianae (Tyler & Hastings, 2004)
- Emblemariopsis diaphana (Longley, 1927)
- Emblemariopsis leptocirris (Stephens, 1970)
- Emblemariopsis occidentalis (Stephens, 1970)
- Emblemariopsis pricei (Greenfield, 1975)
- Emblemariopsis ramirezi (Cervigón, 1999)
- Emblemariopsis randalli (Cervigón, 1965)
- Emblemariopsis ruetzleri (Tyler & Tyler, 1997)
- Emblemariopsis signifer (Ginsburg, 1942)
- Emblemariopsis tayrona (Acero P., 1987)